# Sălicea, Cluj

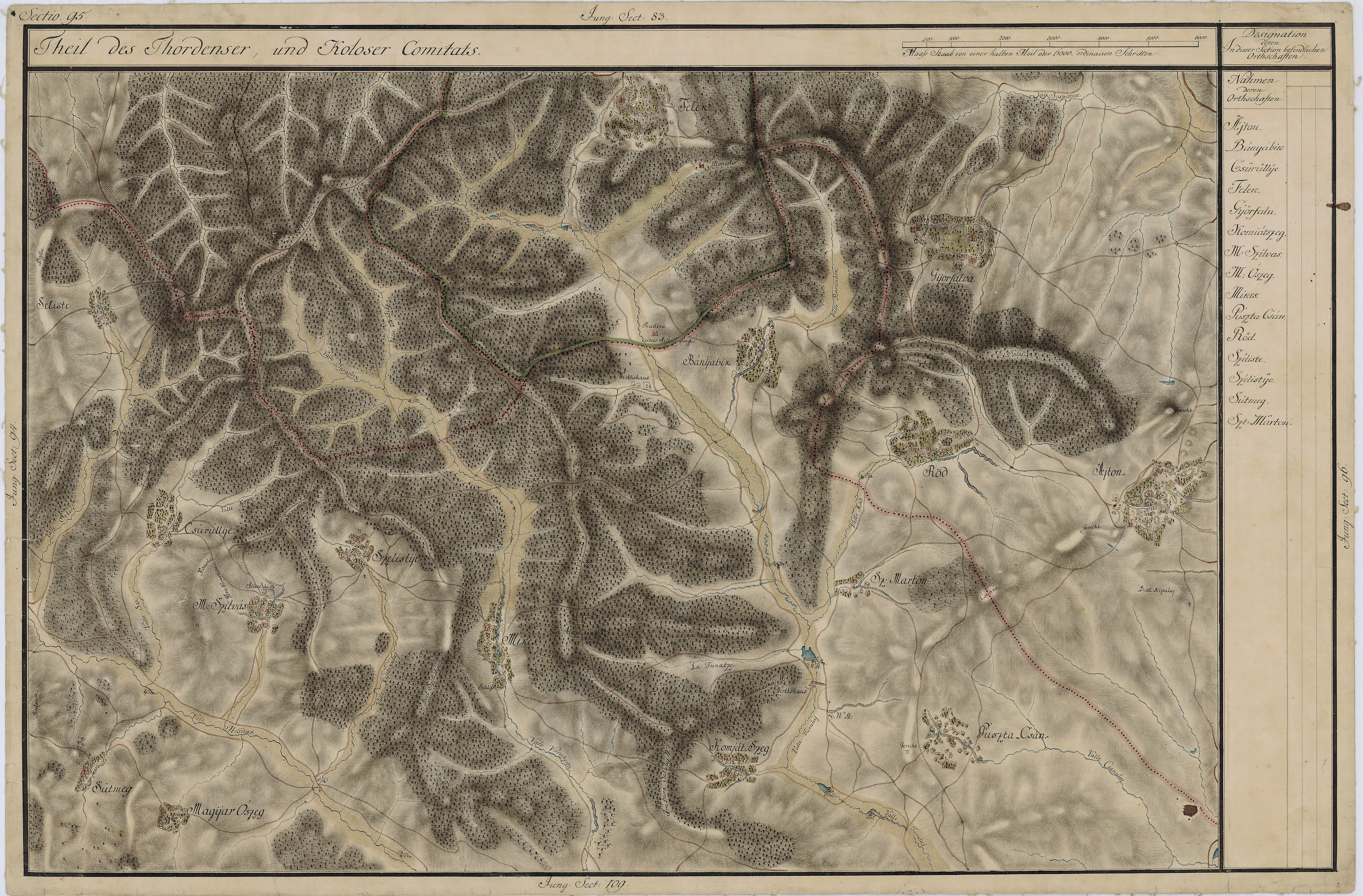
Sălicea pe Harta Iosefină a Transilvaniei, 1769-1773 (Sectio 095)

Sălicea este un sat în comuna Ciurila din județul Cluj, Transilvania, România.
Pe Harta Iosefină a Transilvaniei din 1769-1773 (Sectio 095), localitatea apare sub numele de „Seliste”.

## Date geografice
Altitudinea medie: 595 m

## Istorie
- În Repertoriul așezărilor rurale din Dacia romană se menționează descoperirea pe teritoriul satului a trei vase romane fragmentate.
- Comentând lucrarea lui N. Cartojan "Cărțile populare în literatura românească" (1929), istoricul Nicolae Drăganu menționează faptul că Epistola apocrifă "legenda Duminicei" care s-a născut din preocupările primilor creștini de a institui duminica ca sărbătoare în locul sâmbetei a circulat și ca "o variantă scurtă de popa Simion în satul Selicea, nu departe de Cluj, în anul 1715, 4 Maiu". (Anuarul Institutului de Istorie Națională, Universitatea din Cluj,1928-1930, Anuarul II, p. 551)
- Denumirea acestui sat provine de la fondatorul satului pe nume Salicea Torpoc(1890-1970)[necesită citare]

## Personalități
- Gavriil Pop (1818-1883), preot, istoric român, membru corespondent al Academiei Române.
- Dr.Octavian Felecan, primul prefect român al județului Turda, ctitor al bisericii din Sălicea.

## Imagini

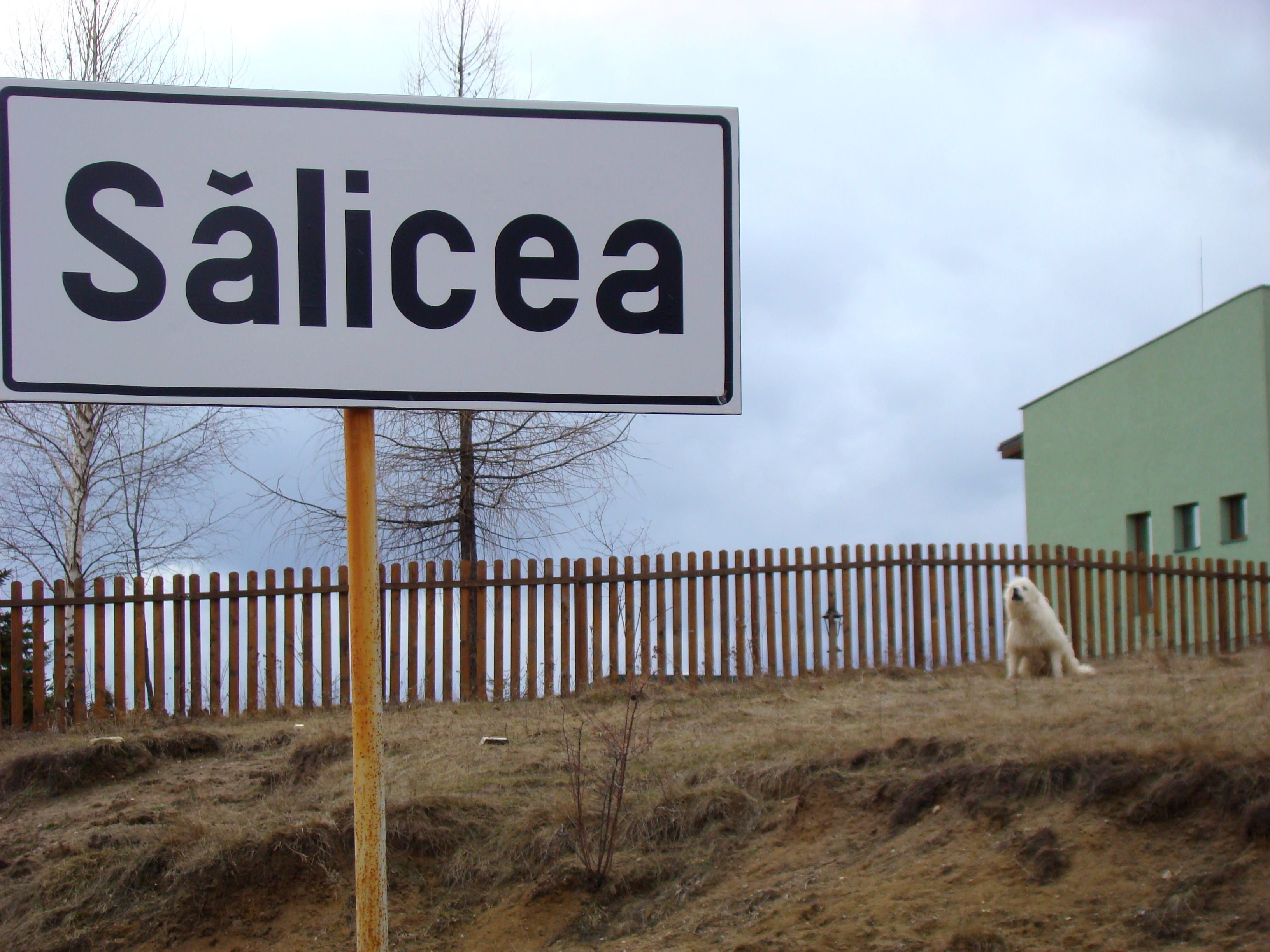
Intrarea în localitate
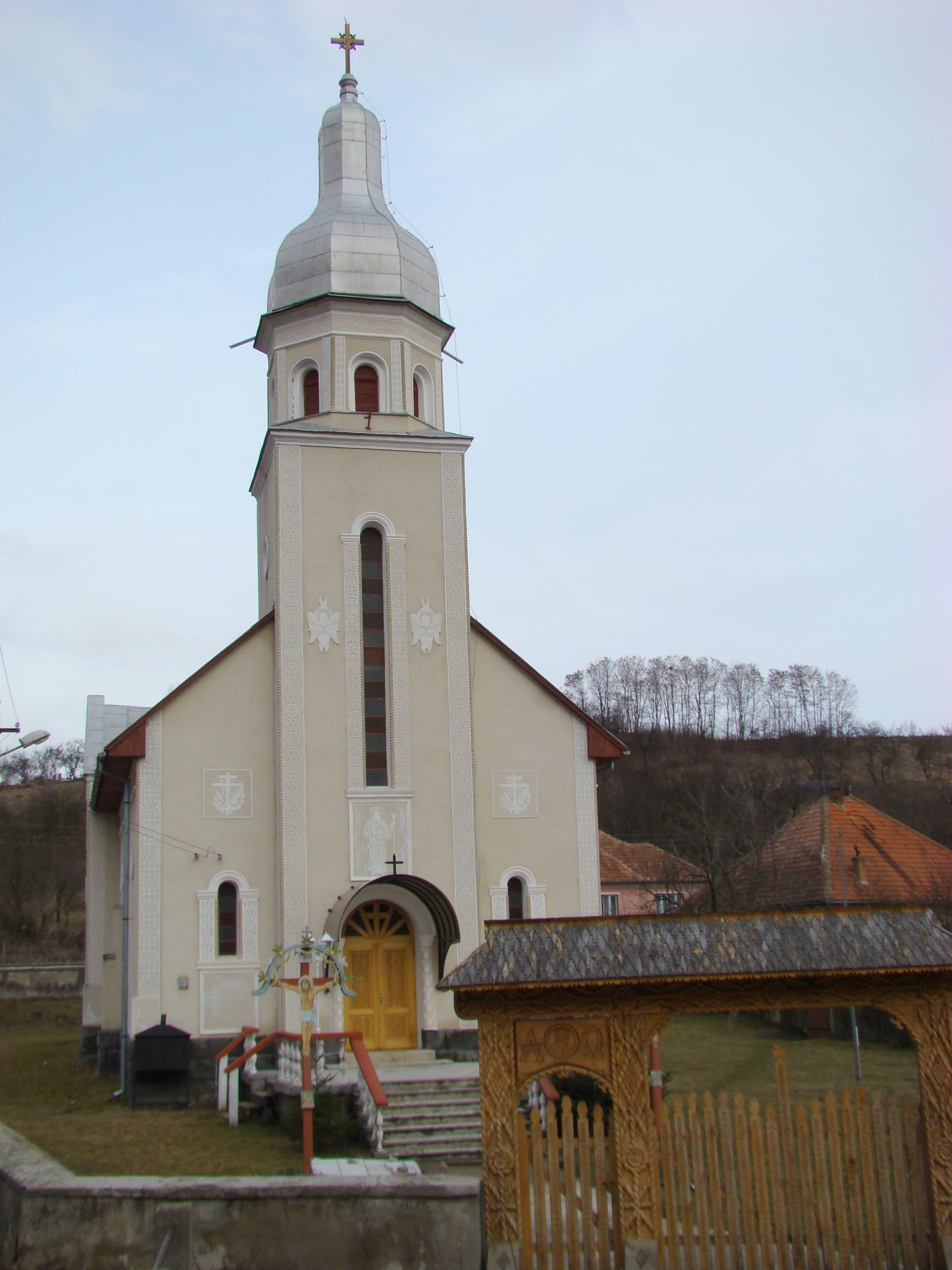
Biserica „Sfântul Vasile cel Mare” a fost ridicată între anii 1936-1938, pe locul vechii biserici de lemn
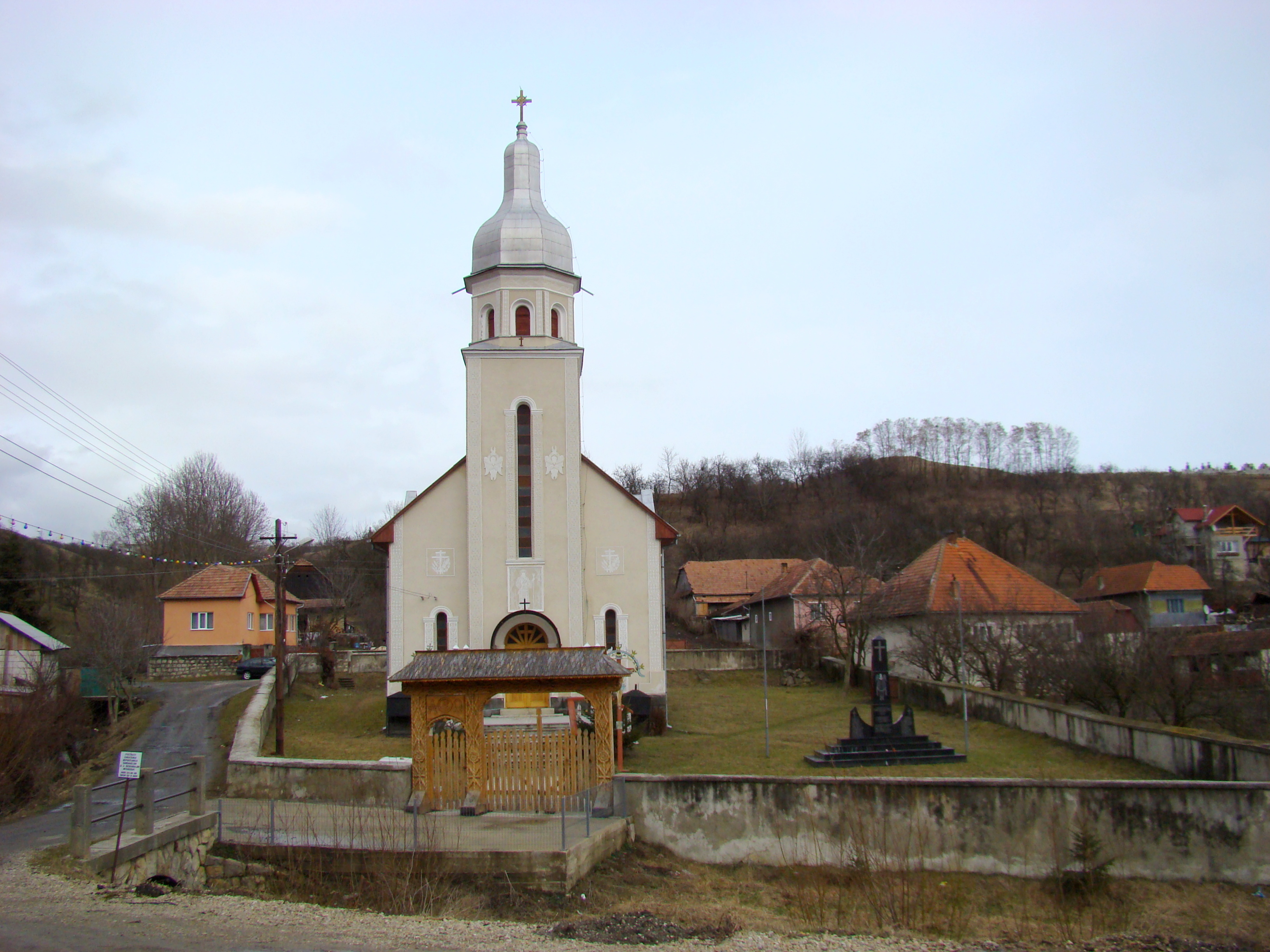
Ctitorită de dr. Octavian Felecan, fiu al satului, al cărui mormânt se află în naosul bisericii
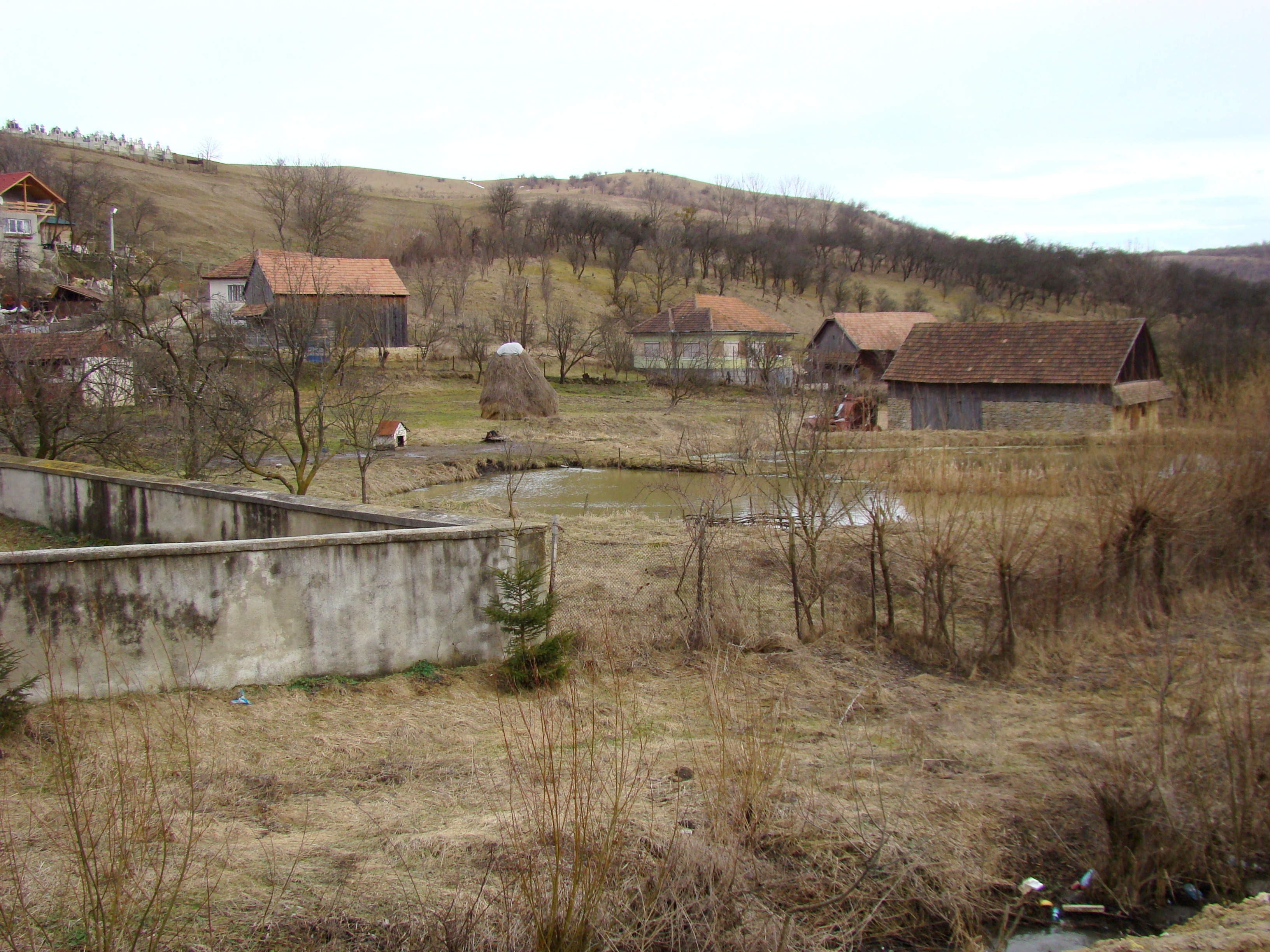
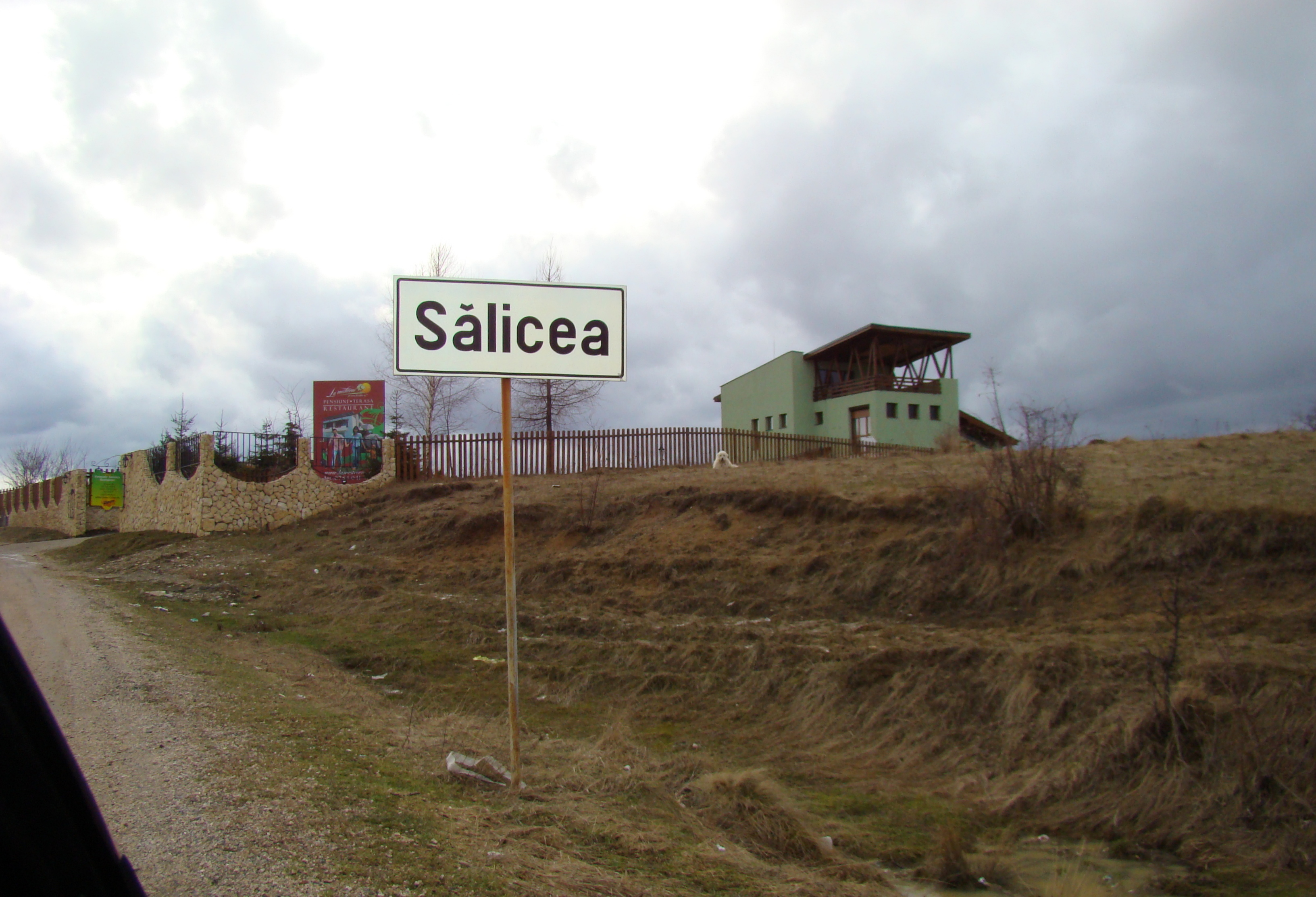